# Wróżkowie chrzestni: Trylogia życzeń
Wróżkowie chrzestni: Trylogia życzeń (ang. The Fairly OddParents: Wishology) – amerykański film animowany wyprodukowany na podstawie serialu Wróżkowie chrzestni. Jest to trzyczęściowy godzinny film z odcinkami: Wielki początek, Pasjonujący środek i Ostateczny koniec oraz pierwszym filmem, jak i odcinkiem Wróżków chrzestnych wykonany w wysokiej rozdzielczości High Definition. Jego światowa premiera w USA miała miejsce w dniach od 1 do 3 maja 2009 roku na amerykańskim Nickelodeon, natomiast w Polsce odbyła się w dniach 22 listopada (część pierwsza), 29 listopada (część druga) i 6 grudnia 2009 roku (część trzecia) na kanale Nickelodeon Polska. W Polsce odcinek w całości pojawił się 24 grudnia 2010 roku.
Film przedstawia parodię filmów science-fiction i fantasy, takich jak: Matrix, Władca Pierścieni, Harry Potter, Terminator, Powrót do przyszłości, Gwiezdne wojny, Twitches, Doktor Who i wielu innych.

## Fabuła
Timmy zostaje wybrańcem i musi uratować wszechświat przed ciemnością. Z pomocą Wandy, Cosmo i Poofa, wyrusza w poszukiwaniu trzech magicznych różdżek, dzięki którym zdoła pokonać ciemność i jej pomocników.
Walka z ciemnością jest bardzo ciężka. Timmy jednak się nie zraża. Wraz z pomocą rodziny i przyjaciół próbuje odnaleźć drugą magiczną różdżkę.
Timmy cieszy się ze zwycięstwa nad ciemnością. Okazuje się, że to tylko złudzenie, a świat, do którego trafił to Kraina Ciemności. Chłopiec nie zdoła sam z niej się wydostać.

## Obsada
- Tara Strong – Timmy Turner / Poof
- Susanne Blakeslee – mama / Wanda
- Daran Norris – tata / Cosmo / Jorgen von Pyton
- Grey DeLisle – Vicky / Zębowa Wróżka
- Carlos Alazraqui – Denzel Crocker / Juandissimo Magnifico
- Jason Marsden – Chester MiernyGracz
- Gary LeRoi Gray – R.J.
- Tom Kenny – Kupidyn
- Rob Paulsen – Mark Chang
- Dionne Quan – Trixie Tang
- Dee Bradley Baker – Binky
- Jim Ward – Zdzich Siemacho
- Gene Simmons – Paul Stanley

## Polski dubbing
Wersja polska: na zlecenie Nickelodeon Polska - Start International Polska

Reżyseria: Marek Klimczuk

Dialogi: Alicja Petruszka-Roethel

Teksty piosenek: Anna Niedźwiecka-Medek

Dźwięk i montaż: Janusz Tokarzewski

Kierownictwo produkcji: Dorota Nyczek

Nadzór merytoryczny: Aleksandra Dobrowolska i Katarzyna Dryńska

Udział wzięli:
- Anna Sztejner – Timmy Turner
- Anna Apostolakis – Wanda
- Jacek Kopczyński – Cosmo
- Zbigniew Konopka – Jorgen
- Joanna Pach – Poof / Chester
- Brygida Turowska – A.J
- Beata Wyrąbkiewicz – Trixie
- Izabela Dąbrowska – mama
- Wojciech Paszkowski – tata
- Joanna Węgrzynowska – Vicky
- Jacek Bończyk – TurboTrzask
- Tomasz Steciuk – Kupidyn
- Waldemar Barwiński – Juandissimo Magnificio
- Krzysztof Szczerbiński – Mark Chang
- Grzegorz Pawlak – Zdzich Siemacho
- Artur Kaczmarski – pan Crocker
- Janusz Wituch
- Robert Tondera

Śpiewali: Anna Sztejner, Tomasz Steciuk, Wojciech Paszkowski i Joanna Węgrzynowska
Lektor: Artur Kaczmarski